# サン＝フィルベール＝デ＝シャン
サン＝フィルベール＝デ＝シャン（仏: Saint-Philbert-des-Champs）は、フランスのノルマンディー地域圏、カルヴァドス県に属するコミューン。

## 地理
県都カーンからは東に45km、リジューからは北東に8kmほどいった平地に位置する。平地といっても南を除く三方はゆるやかな丘陵となっており、西の丘の越えた谷にはトゥック川が北へ流れている。集落は道沿いに家屋が連なるタイプ。北でブランジー＝ル＝シャトーと、北東でル・ブレヴダンと、東でル・パンと、南でフォゲルノンと、南西でノロルと、北西でル・ブレイユ＝アン＝オージュとそれぞれ接する。南東部では幹線道路のD510が通る。

## 行政
- 首長 - マリー＝マドレーヌ・マルケ（Marie-Madeleine Marquais、無所属、2008年3月から）
- 前首長 - シャンタル・ルルー（Chantal Leroux、無所属、1995年6月から2008年3月まで） 教師

## 人口の推移[1]
| 1962年 | 1968年 | 1975年 | 1982年 | 1990年 | 1999年 | 2007年 |
| ------ | ------ | ------ | ------ | ------ | ------ | ------ |
| 346    | 347    | 368    | 528    | 574    | 606    | 680    |

## 経済
村内のスプリュイット・ジェローム商会ではポン・レヴェックチーズがつくられている。